# Oblast du Kamtchatka
Pour les articles homonymes, voir Kamtchatka (homonymie).

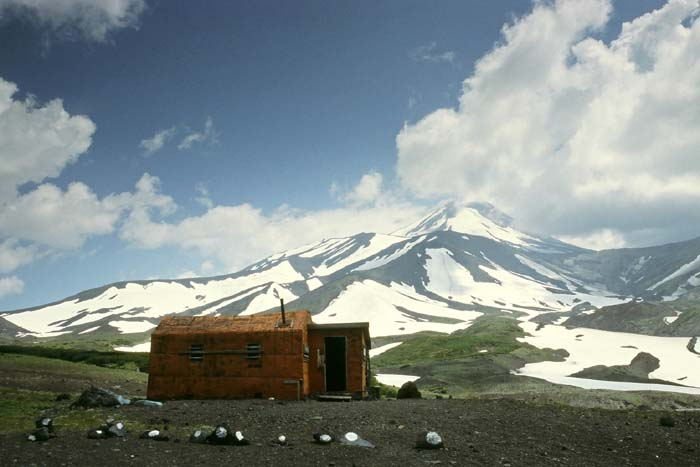
Le volcan Avatchinski

L’oblast du Kamtchatka (en russe : Камчатская область, Kamtchatskaïa oblast) est une division administrative de la RSFS de Russie, en Union soviétique, puis un sujet fédéral de la fédération de Russie. Créé en 1932, elle fusionna en 2007 avec l'okroug autonome koriake pour donner naissance au kraï du Kamtchatka. Sa capitale administrative était la ville de Petropavlovsk-Kamtchatski.

## Géographie
La région comprend la partie sud de la presqu'ile du Kamtchatka qui est traversée par la chaîne de Sredinny. Les îles du Commandeur font également partie de la région. Le climat est froid et humide.

## Histoire
Les premiers explorateurs russes atteignirent la région au XVIIe siècle ; la ville de  Petropavlovsk-Kamtchatski fut fondée en 1740.
L'oblast du Kamtchatka fusionna avec l'okroug autonome koriake le 1er juillet 2007 (après un référendum approuvé le 12 octobre 2005) pour donner naissance au krai du Kamtchatka.

## Population
La région est faiblement peuplée et les deux tiers de ses habitants se trouvent dans la capitale Petropavlovsk-Kamtchatski. Les Russes sont majoritaires (290 108 sur une population totale  de 358 801 habitants ; les autres habitants sont ukrainiens (20 870), koriaks (7 328) (population indigène), itelmènes, évènes, etc.

## Économie
Les principaux secteurs d'activité sont les chantiers navals, la pêche, et l'industrie du bois. Les mines fournissent entre autres du charbon et de l'or. Le tourisme étranger, en particulier la visite de la région des volcans et des geysers  (inscrite au patrimoine mondial de l'UNESCO, constitue une source de revenus de plus en plus importante.
Il existe encore aujourd'hui une importante présence militaire dans la presqu'île qui se traduit par l'existence de plusieurs bases aériennes et de sites de radars.

## Villes et communes urbaines
| Ville                     | Nom russe                | Population (2005) |
| ------------------------- | ------------------------ | ----------------- |
| Petropavlovsk-Kamtchatski | Петропавловск-Камчатский | 195 982           |
| Ielizovo                  | Елизово                  | 40 547            |
| Vilioutchinsk             | Вилючинск                | 24 605            |
| Oust-Kamtchatsk           | Усть-Камчатск            | 4 886             |
| Ozernovski                | Озерновский              | 2 676             |
| Oktiabrski                | Октябрьский              | 2 274             |
| Voulkalny                 | Вулканный                | 1 656             |